# Infurcitinea reisseri
Infurcitinea reisseri is een vlinder uit de familie echte motten (Tineidae). De wetenschappelijke naam is voor het eerst geldig gepubliceerd in 1968 door Petersen.
De soort komt voor in Europa.